# Villingen (Hungen)
Villingen ist ein Stadtteil von Hungen im mittelhessischen Landkreis Gießen.

## Geographische Lage
Villingen liegt nordöstlich der Kernstadt Hungen. Der Dorfkern ist auf einer Niederterrasse entstanden, die sich hier an das rechte westliche Ufer der Horloff heranschiebt. Westlich des Ortes liegt der Oberweidgraben. Die Gemarkungsfläche beträgt 1302 Hektar, davon sind, besonders in den Höhenlagen, 604 Hektar bewaldet (Stand: 1961). Die höchste Erhebung ist der Diethersberg (246 m) im Osten der Gemarkung. Der Borgelberg (211 m) erhebt sich jenseits der Horloff als bewaldete Kuppe über dem Ort.

## Geschichte

### Ortsgeschichte
Eine erste urkundliche Erwähnung des Ortes ist heute nicht mehr feststellbar, jedoch wurde um 1300 die Kirche mit ihrem gotischen Chorturm gebaut. Ab 1423 waren die Grafen von Solms die Herren von Villingen.
Die Bewohner hatten es in diesem Gebiet besonders schwer und während des Dreißigjährigen Krieges (1618–1648) war der Ort zeitweise regelrecht entvölkert.
Im Jahre 1806 kam Villingen zum Großherzogtum Hessen.
Im Zuge der Gebietsreform in Hessen wurden zum 1. Januar 1977 kraft Landesgesetz die bis dahin selbständige Gemeinde Villingen und drei weitere Gemeinden in die Stadt Hungen eingegliedert. Für Villingen wurde wie für jeden Stadtteil von Hungen ein Ortsbezirk eingerichtet.

### Verwaltungsgeschichte im Überblick
Die folgende Liste zeigt die Staaten und Verwaltungseinheiten, denen Villingen angehört(e):
- vor 1742: Heiliges Römisches Reich, Grafschaft Solms-Braunfels (Anteil an der Herrschaft Münzenberg), Amt Hungen
- ab 1742: Heiliges Römisches Reich, Fürstentum Solms-Braunfels (Anteil an der Herrschaft Münzenberg), Amt Hungen
- ab 1806: Großherzogtum Hessen,[Anm. 2] Fürstentum Ober-Hessen, Amt Hungen (des Fürsten Solms-Braunfels)[7]
- ab 1815: Großherzogtum Hessen, Provinz Oberhessen, Amt Hungen (des Fürsten Solms-Braunfels)[8]
- ab 1820: Großherzogtum Hessen, Provinz Oberhessen, Amt Hungen[Anm. 3]
- ab 1822: Großherzogtum Hessen, Provinz Oberhessen, Landratsbezirk Hungen[9][Anm. 4]
- ab 1841: Großherzogtum Hessen, Provinz Oberhessen, Kreis Hungen
- ab 1848: Großherzogtum Hessen, Regierungsbezirk Friedberg
- ab 1852: Großherzogtum Hessen, Provinz Oberhessen, Kreis Nidda
- ab 1867: Norddeutscher Bund,[Anm. 5] Großherzogtum Hessen, Provinz Oberhessen, Kreis Nidda
- ab 1871: Deutsches Reich, Großherzogtum Hessen, Provinz Oberhessen, Kreis Nidda
- ab 1874: Deutsches Reich, Großherzogtum Hessen, Provinz Oberhessen, Kreis Gießen
- ab 1918: Deutsches Reich (Weimarer Republik), Volksstaat Hessen, Provinz Oberhessen, Kreis Gießen
- ab 1938: Deutsches Reich, Volksstaat Hessen, Landkreis Gießen[10][Anm. 6]
- ab 1945: Amerikanische Besatzungszone,[Anm. 7] Groß-Hessen, Regierungsbezirk Darmstadt, Landkreis Gießen
- ab 1946: Amerikanische Besatzungszone, Hessen, Regierungsbezirk Darmstadt, Landkreis Gießen
- ab 1949: Bundesrepublik Deutschland, Hessen, Regierungsbezirk Darmstadt, Landkreis Gießen
- ab 1977: Bundesrepublik Deutschland, Hessen, Regierungsbezirk Darmstadt, Lahn-Dill-Kreis, Stadt Hungen[Anm. 8]
- ab 1979: Bundesrepublik Deutschland, Hessen, Regierungsbezirk Darmstadt, Landkreis Gießen, Stadt Hungen
- ab 1981: Bundesrepublik Deutschland, Hessen, Regierungsbezirk Gießen, Landkreis Gießen, Stadt Hungen

### Gerichte seit 1803
In der Landgrafschaft Hessen-Darmstadt wurde mit Ausführungsverordnung vom 9. Dezember 1803 das Gerichtswesen neu organisiert. Für das Fürstentum Oberhessen (ab 1815 Provinz Oberhessen) wurde das „Hofgericht Gießen“ eingerichtet. Es war für normale bürgerliche Streitsachen Gericht der zweiten Instanz, für standesherrliche Familienrechtssachen und Kriminalfälle die erste Instanz. Übergeordnet war das Oberappellationsgericht Darmstadt. Die Rechtsprechung der ersten Instanz wurde durch die Ämter bzw. Standesherren vorgenommen und somit war für Villingen ab 1806 das „Patrimonialgericht der Fürsten Solms-Braunfels“ in Hungen zuständig. Nach der Gründung des Großherzogtums Hessen 1806 wurden die Aufgaben der ersten Instanz 1821–1822 im Rahmen der Trennung von Rechtsprechung und Verwaltung auf die neu geschaffenen Land- bzw. Stadtgerichte übertragen. Ab 1822 ließen die Fürsten Solms-Braunfels ihre Rechte am Gericht durch das Großherzogtum Hessen in ihrem Namen ausüben. „Landgericht Hungen“ war daher die Bezeichnung für das erstinstanzliche Gericht, das für Villingen zuständig war. Auch auf sein Recht auf die zweite Instanz, die durch die Justizkanzlei in Hungen ausgeübt wurde, verzichtete der Fürst 1823. Erst infolge der Märzrevolution 1848 wurden mit dem „Gesetz über die Verhältnisse der Standesherren und adeligen Gerichtsherren“ vom 15. April 1848 die standesherrlichen Sonderrechte endgültig aufgehoben.
Anlässlich der Einführung des Gerichtsverfassungsgesetzes mit Wirkung vom 1. Oktober 1879, infolge derer die bisherigen großherzoglichen Landgerichte durch Amtsgerichte an gleicher Stelle ersetzt wurden, während die neu geschaffenen Landgerichte nun als Obergerichte fungierten, kam es zur Umbenennung in „Amtsgericht Hungen“ und Zuteilung zum Bezirk des Landgerichts Gießen.
Mit Wirkung vom 1. Januar 1882 wurde Villingen dem Amtsgericht Laubach zugeteilt. Am 1. Juli 1968 erfolgte die Auflösung des „Amtsgerichts Laubach“, und Villingen wurde dem Sprengel des Amtsgerichts Gießen zugelegt.

## Bevölkerung

### Einwohnerstruktur 2011
Nach den Erhebungen des Zensus 2011 lebten am Stichtag dem 9. Mai 2011 in Villingen 1371 Einwohner. Darunter waren 24 (1,7 %) Ausländer. Nach dem Lebensalter waren 231 Einwohner unter 18 Jahren, 523 zwischen 18 und 49, 312 zwischen 50 und 64 und 303 Einwohner waren älter. Die Einwohner lebten in 588 Haushalten. Davon waren 171 Singlehaushalte, 183 Paare ohne Kinder und 177 Paare mit Kindern, sowie 45 Alleinerziehende und 9 Wohngemeinschaften. In 144 Haushalten lebten ausschließlich Senioren und in 363 Haushaltungen lebten keine Senioren.

### Einwohnerentwicklung
| Villingen: Einwohnerzahlen von 1830 bis 2015 | Villingen: Einwohnerzahlen von 1830 bis 2015 | Villingen: Einwohnerzahlen von 1830 bis 2015 | Villingen: Einwohnerzahlen von 1830 bis 2015 | Villingen: Einwohnerzahlen von 1830 bis 2015 |
| --- | -------------------------------------------- | -------------------------------------------- | -------------------------------------------- | -------------------------------------------- |
| Jahr |                                              |                                              |                                              | Einwohner                                    |
| 1830 | 1830                                         |                                              | 884                                          | 884                                          |
| 1834 | 1834                                         |                                              | 893                                          | 893                                          |
| 1840 | 1840                                         |                                              | 983                                          | 983                                          |
| 1846 | 1846                                         |                                              | 1.002                                        | 1.002                                        |
| 1852 | 1852                                         |                                              | 935                                          | 935                                          |
| 1858 | 1858                                         |                                              | 878                                          | 878                                          |
| 1864 | 1864                                         |                                              | 830                                          | 830                                          |
| 1871 | 1871                                         |                                              | 866                                          | 866                                          |
| 1875 | 1875                                         |                                              | 899                                          | 899                                          |
| 1885 | 1885                                         |                                              | 900                                          | 900                                          |
| 1895 | 1895                                         |                                              | 894                                          | 894                                          |
| 1905 | 1905                                         |                                              | 989                                          | 989                                          |
| 1910 | 1910                                         |                                              | 1.053                                        | 1.053                                        |
| 1925 | 1925                                         |                                              | 1.042                                        | 1.042                                        |
| 1939 | 1939                                         |                                              | 1.083                                        | 1.083                                        |
| 1946 | 1946                                         |                                              | 1.523                                        | 1.523                                        |
| 1950 | 1950                                         |                                              | 1.557                                        | 1.557                                        |
| 1956 | 1956                                         |                                              | 1.399                                        | 1.399                                        |
| 1961 | 1961                                         |                                              | 1.497                                        | 1.497                                        |
| 1967 | 1967                                         |                                              | 1.561                                        | 1.561                                        |
| 1971 | 1971                                         |                                              | 1.540                                        | 1.540                                        |
| 1987 | 1987                                         |                                              | 1.485                                        | 1.485                                        |
| 1991 | 1991                                         |                                              | 1.628                                        | 1.628                                        |
| 1999 | 1999                                         |                                              | 1.503                                        | 1.503                                        |
| 2005 | 2005                                         |                                              | 1.417                                        | 1.417                                        |
| 2011 | 2011                                         |                                              | 1.371                                        | 1.371                                        |
| 2015 | 2015                                         |                                              | 1.308                                        | 1.308                                        |
| Datenquelle: Historisches Gemeindeverzeichnis für Hessen: Die Bevölkerung der Gemeinden 1834 bis 1967. Wiesbaden: Hessisches Statistisches Landesamt, 1968. Weitere Quellen: ; nach 1970 Stadt Hungen; Zensus 2011 |                                              |                                              |                                              |                                              |

### Historische Religionszugehörigkeit
| • 1830: | 866 evangelische, ein katholischer und 17 jüdische Einwohner |
| • 1961: | 1272 evangelische, 886 katholische Einwohner                 |

### Historische Erwerbstätigkeit
| • 1961: | Erwerbspersonen: 231 Land- und Forstwirtschaft, 326 Prod. Gewerbe, 82 Handel, Verkehr und Nachrichtenübermittlung, 77 Dienstleistung und Sonstiges. |

## Politik

### Ortsbeirat
Für den Stadtteil Villingen besteht ein Ortsbezirk (Gebiete der ehemaligen Gemeinde Villingen) mit Ortsbeirat und Ortsvorsteher nach der Hessischen Gemeindeordnung.
Der Ortsbeirat besteht aus sieben Mitgliedern. Bei den Kommunalwahlen in Hessen 2021 betrug die Wahlbeteiligung zum Ortsbeirat 52,47 %. Dabei wurden gewählt: Je zwei Mitglieder der SPD, der CDU und des Bündnis 90/Die Grünen und ein Mitglied der „Bürgerliste Pro Hungen“ (ProH). Der Ortsbeirat wählte Manfred Paul (CDU) zum Ortsvorsteher.

### Wappen
Am 14. März 1964 wurde der Gemeinde Villingen im Landkreis Gießen ein Wappen mit folgender Blasonierung verliehen: Unter rotem Schildhaupt in Gold ein rechtsgewendeter, rotbezungter und -bewehrter, geflügelter blauer Löwe mit silbernem Nimbus.

## Kultur und Sehenswürdigkeiten

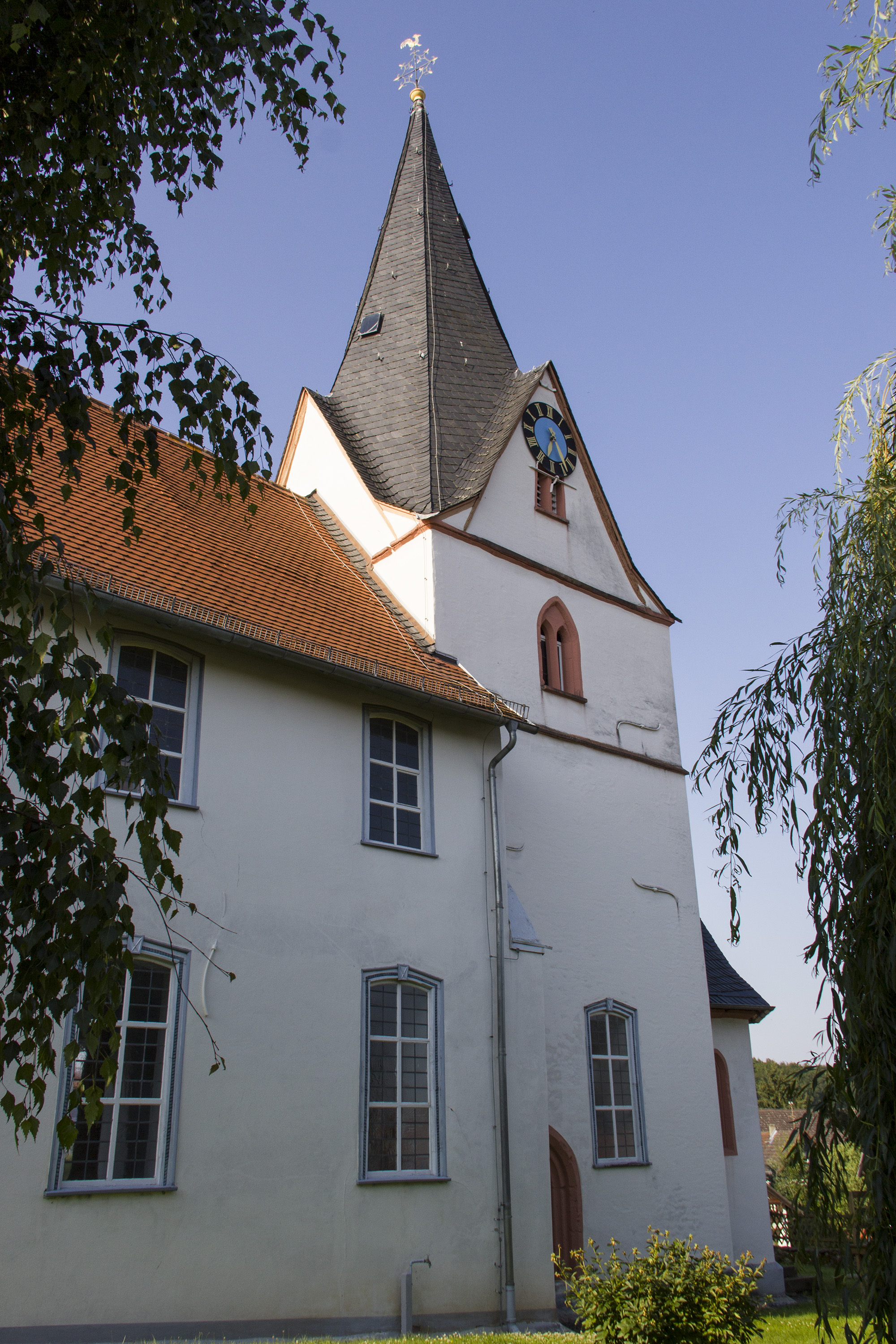
Evangelische Kirche Villingen
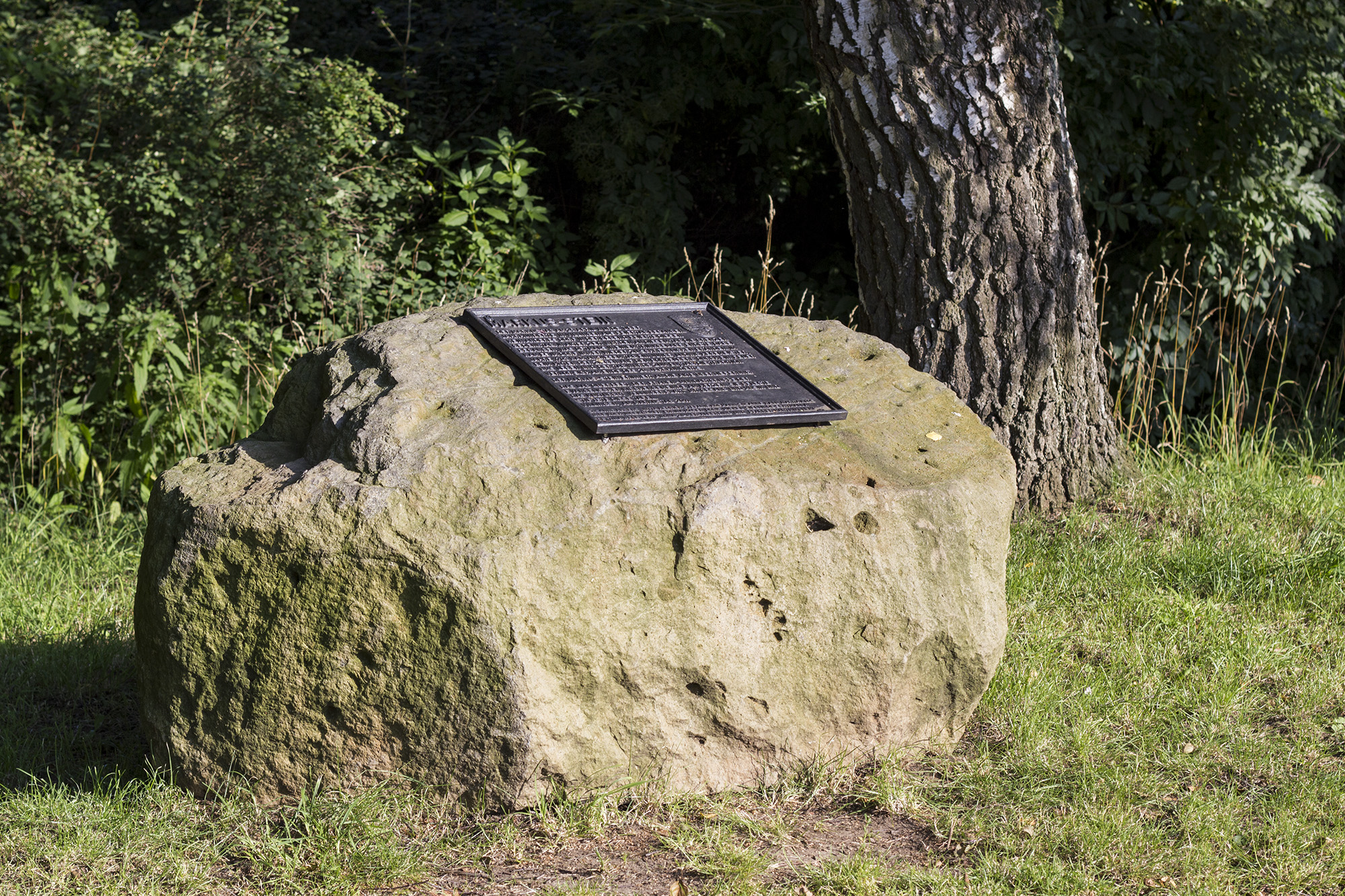
Markus-Stein zur Erinnerung an den Markustag am 25. April
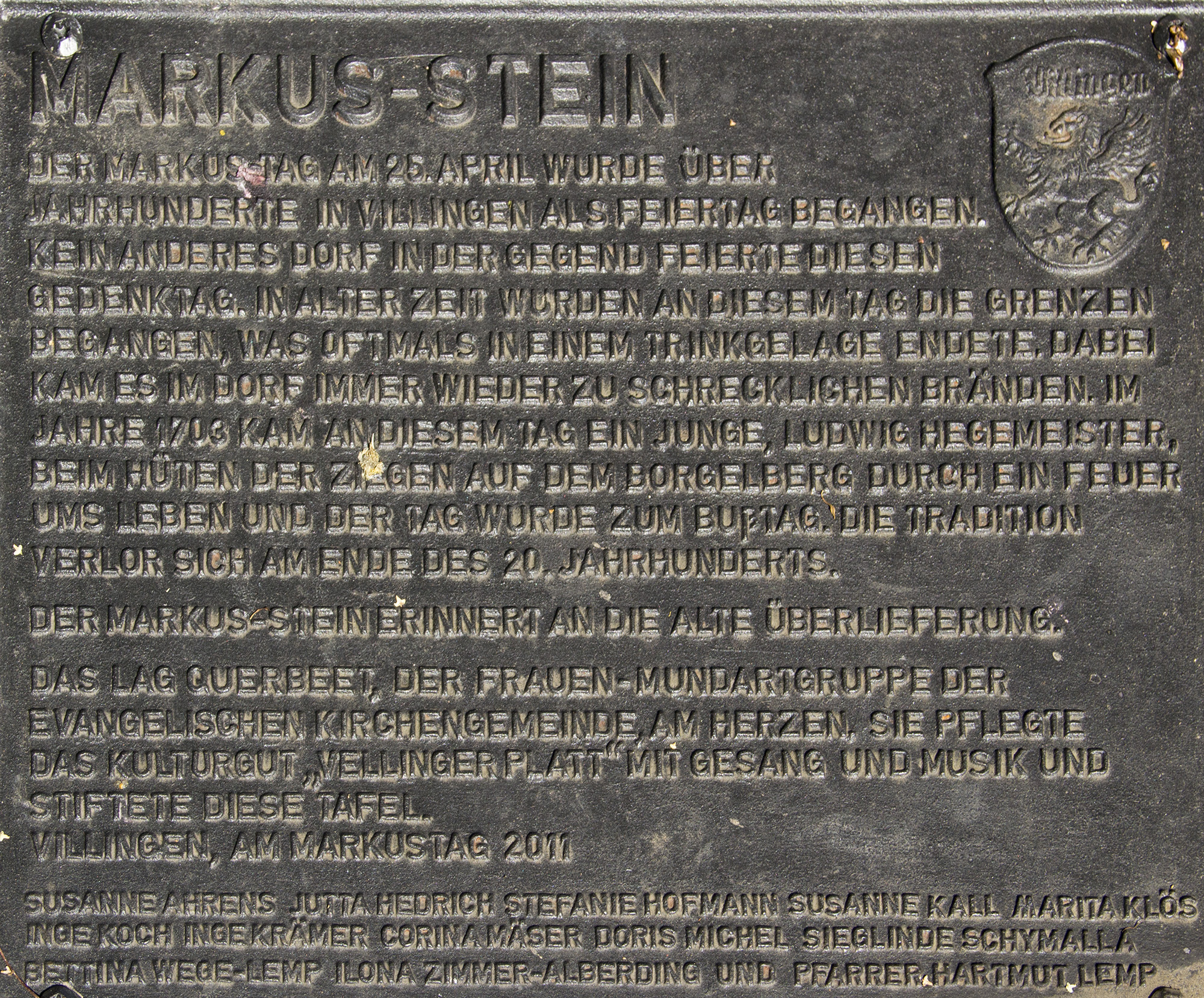
Hinweistafel am Markus-Stein

## Verkehr und Infrastruktur
Die Landesstraße 3137 führt von der Kernstadt Hungen durch den Ort und weiter nach Ruppertsburg und Laubach. In der Ortsmitte zweigt die Kreisstraße 147 nach Nonnenroth ab. Früher verlief hier die Bahnstrecke Friedberg–Mücke, von der in Villingen die Bahnstrecke Villingen–Friedrichshütte abzweigte. Inzwischen sind beide Bahnstrecken stillgelegt, auf ersterer führt nun ein Bahntrassenradweg von Hungen nach Laubach.
Im Ort gibt es eine Grundschule und einen städtischen Kindergarten sowie eine Metzgerei, einen Tegut-Supermarkt und eine 24h-Tankstelle, einen Friseur, einen Getränkemarkt, eine Hausarztpraxis und eine Zahnarztpraxis sowie ein reges Vereinsleben, besonders im Bereich Sport und Feuerwehr (siehe Bericht Hessischer Rundfunk).

## Persönlichkeiten
- Daniela Alfinito (* 1971), Altenpflegerin und Schlagersängerin
- Schlagerduo „Die Amigos“
- Willi Ziegler (* 13. März 1929 in Villingen, Hessen; † 8. August 2002), Paläontologe. Er war 1980 bis 1995 Direktor der Senckenberg Gesellschaft für Naturforschung und des Naturmuseums Senckenberg in Frankfurt am Main